# Mineral (Washington)
Pour les articles homonymes, voir Mineral.
Mineral est une petite ville située sur le territoire du comté de Lewis dans l'État de Washington au nord-ouest des États-Unis.
La région devient habitée lorsqu'un camp de bûcherons s'installe à cet endroit[Quand ?]. La zone est localisée à proximité du mont Rainier, le célèbre volcan protégé au sein du parc national éponyme.
Le lac Mineral (Mineral Lake) est rempli de truites arc-en-ciel ce qui attire de nombreux pêcheurs dans la région. Un spécimen de Sapin de Douglas de 120 mètres de haut est présent sur le territoire de la localité. Le Mount Rainier Scenic Railroad présente la seule Locomotive Willamette conservée en état de marche.